# ریورساید، شهرستان سن خوان، نیومکزیکو
ریورساید (به انگلیسی: Riverside) یک منطقهٔ مسکونی در ایالات متحده آمریکا است که در نیومکزیکو واقع شده‌است. ریورساید ۱٬۸۲۶٫۶۹ متر بالاتر از سطح دریا قرار دارد.